# 제75회 로카르노 영화제
제75회 로카르노 영화제는 2022년 8월 3일에 열린 시상식이다.

## 수상 및 후보

### 국제경쟁 - 황금표범상
- 룰 34 - 줄리아 무랫 수상

### 국제경쟁 - 심사위원특별상
- 시골 경찰 지지의 한여름 모험 - 알레산드로 코모딘 수상

### 국제경쟁 - 감독상
- 탱고 수에노스 일렉트리코스 - 발렌티나 마우렐 수상

### 국제경쟁 - 여우주연상
- 탱고 수에노스 일렉트리코스 - Daniela Marin Navarro 수상

### 국제경쟁 - 남우주연상
- 탱고 수에노스 일렉트리코스 - Reinaldo Amien 수상

### 필름메이커경쟁 - 황금표범상
- 나이트사이렌 - 테레자 느보토바 수상

### 필름메이커경쟁 - 심사위원특별상
- 하우 이즈 카티아? - 크리스티나 틴케비치 수상

### 필름메이커경쟁 - 감독상
- 세이프 플레이스 - 유라즈 리라틱 수상

### 필름메이커경쟁 - 특별언급
- 시스터, 왓 그로우스 웨어 랜드 이즈 식? - 프랜시스커 얼라이어선 수상

### 필름메이커경쟁 - 여우주연상
- 하우 이즈 카티아? - Anastasiya Karpenko 수상

### 필름메이커경쟁 - 남우주연상
- 세이프 플레이스 - Goran Markovic 수상

### 데뷔작 - 스와치 최우수작품상
- 세이프 플레이스 - 유라즈 리라틱 수상

### 데뷔작 - 특별언급
- 러브 도그 - 비앙커 루커스 수상
- 데 노체 로스 가토스 손 파르도스 - 발렌틴 머즈 수상

### 미래의 표범 - 황금표범상
- 소브런 - 와라 수상

### 미래의 표범 - 은표범상
- 네이버 압디 - 도위 다익스트라 수상

### 미래의 표범 - 유럽영화상
- 네이버 압디 - 도위 다익스트라 수상

### 미래의 표범- 특별언급
- 마더 프레이스 올 데이 롱 - 호다 테어리 수상

### 미래의 표범 - Medien Patent Verwaltung AG 상
- 무리카 - 메이셔 멘 수상

### 미래의 표범 - 감독상
- Hardly Working - Total Refusal 수상

### 미래의 표범 단편-황금표범상
- 빅 뱅 - 카를로스 세군도 수상

### 스위스 경쟁 - 황금표범상
- 에우리디케, 에우리디케 - 로라 무르-라보 수상

### 스위스 경쟁 - 은표범상
- 더 뉴트 콘그레스 - 마티아스 살리 외 1명 수상

### 스위스 경쟁 - 신인감독상
- 하트비트 - 미켈레 플루리 수상

### 피아자 그란데상
- 앵그리 애니 - 블란딘 르누아르 수상

### Verde WWF상
- 매터 아웃 오브 플레이스 - 니콜라우스 가이어할터 수상

### Verde WWF 특별언급
- 잇 이즈 나이트 인 아메리카 - 아나 베즈 수상
- 물고기를 향한 설교 - 힐랄 베이다로브 수상

### 관객상
- 사랑하는 당신에게 - 델핀 리허리시 수상

### 피아자 그란데
- 노 도그스 오어 이탈리언스 얼라우드 - 알랭 우게토
- 불릿 트레인 - 데이빗 레이치
- 나의 이웃 히틀러 - 레온 프루도프스키
- 웨얼 더 크로대드스 씽 - 올리비아 뉴먼
- 피아노 피아노 - 니콜라 프로사토레
- 파라다이스 하이웨이 - 안나 구또
- 메두사 디럭스 - 토마스 하디만
- 델타 - 미켈레 반누치
- 무지개 성냥 - 기탄잘리 라오
- 사랑하는 당신에게 - 델핀 리허리시
- 어 우먼 - 장 폴 시베락
- 셈레트 - 카테리나 모나
- 홈 오브 더 브레이브 - 로리 앤더슨
- 앵그리 애니 - 블란딘 르누아르
- 더 슬리핑 카 머더 - 코스타 가브라스
- 유 윌 낫 해브 마이 헤이트 - 킬리언 리드호퍼
- 슬픔은 그대 가슴에 - 더글라스 서크
- 에브리씽 어바웃 마틴 수터. 에브리씽 벗 더 트루스. - 앙드레 샤퍼

### 국제경쟁부문
- 데클러레이션 - 마헤시 나라얀
- 스톤 터틀 - 우 밍진
- 토미 건스 - 카를로스 콘세이카오
- 새턴 볼링장 - 패트리샤 마주이
- 페어리테일 - 알렉산드르 소쿠로프
- 일 파타피오 - 프란체스코 라지
- 휴먼 플라워스 오브 플래쉬 - 헬레나 위트만
- 시골 경찰 지지의 한여름 모험 - 알레산드로 코모딘
- 탱고 수에노스 엘렉트리코스 - 발렌티나 마우렐
- 스텔라 인 러브 - 실비 베르에이드
- 세르비암 - 아이 윌 서브 - 루스 마더
- 물고기를 향한 설교 - 힐랄 베이다로브
- 룰 34 - 줄리아 무랫
- 매터 아웃 오브 플레이스 - 니콜라우스 가이어할터
- 피아페 - 앤 오렌
- 데 노체 로스 가토스 손 파르도스 - 발렌틴 머즈
- 테일스 오브 더 퍼플 하우스 - 압바스 파델

### 미래의 표범
- 타이거 스탭스 타이거 - 지에 센
- 워치 더 파이어 오어 번 인사이드 잇 - 캐롤린 포기 외 1명
- 더 뉴트 콘그레스 - 마티아스 살리 외 1명
- 마더 프레이스 올 데이 롱 - 호다 테어리
- Let's make something! - Younes Ben Slimane 외 11명
- 라스트 스크리닝 - 다레잔 오미르바예프
- 아임 디 온리 원 아이 워너 시 - 루시아 마르티네즈 가르시아
- 카스텔스 - 블랑카 카멜 갈리
- 미살린드 - 마르타 마그누스카
- 무리카 - 메이셔 멘
- 볼스 - 고라나 조바노비치
- 갓 오브 더 슈퍼마켓 - 앨버토우 간잘러즈 모랄레스
- 쉐도우 오브 더 버터플라이스 - 소피아 엘 캬리
- 포이셔스 - 제롬 레이바우
- 세라피나 - 노아 에파르스 외 1명
- 앳 리틀 윌리 쓰리 데이스 어고우 - 앤드류 스테픈 리
- 페어플레이 - 조엘 애쉬바허
- 문 댓 크랙스 오버 더 다크니스 오브 마이 론리니스 - 루실라 마리아니
- 빅 뱅 - 카를로스 세군도
- 낫씽 윌 비 더 세임 어게인 - 엘리나 로웬슨
- 댄싱 컬러스 - 모하마드 레자 파리얀샤
- 인 더 빅 야드 인사이드 더 티니-위니 포켓 - 유키 요코
- 아스테리온 - 프란체스코 몽타그너
- 네이버 압디 - 도위 다익스트라
- Hardly Working - Total Refusal
- 대론, 대론 콜버트 - 케빈 스틴
- 하트 프루트 - 킴 알라만드
- 파라디소, XXXI, 108 - 카말 알자파리
- 송 포 더 베리드 시티 - 니콜라스 클로츠 외 1명
- 리미츠 - 시몬 데 디스바흐
- 필로우 페이스 - 사베리오 카피엘로
- 다이아몬드 키드 - 피에르 에두아르 뒤모라
- 에우리디케, 에우리디케 - 로라 무르-라보
- 댓츠 하우 더 썸머 엔디드 - 마차즈 이바니신
- 하트비트 - 미켈레 플루리
- 에어호스티스-737 - 타나시스 네오포티스토스
- 소브런 - 와라

### 현재의 감독 경쟁부문
- 페트롤 - 엘레나 로드키나
- 아놀드 이즈 어 모델 스튜던트 - 소라요스 프라파판
- 어 퍼펙트 데이 포 카리부 - 제프 러서퍼드
- 하우 이즈 카티아? - 크리스티나 틴케비치
- 리틀 원즈 - 마크 파리스
- 러브 도그 - 비앙커 루커스
- 프래그먼츠 프롬 헤븐 - 애드넌 바라커
- 시스터, 왓 그로우스 웨어 랜드 이즈 식? - 프랜시스커 얼라이어선
- 아스트라캔 - 데이비드 디페서빌
- 마타데로 - 산티아고 필롤
- 잇 이즈 나이트 인 아메리카 - 아나 베즈
- 비포 아이 체인지 마이 마인드 - 트레버 앤더슨
- 세이프 플레이스 - 유라즈 리라틱
- 아워 레이디 오브 더 차이니즈 숍 - 에어리 클러버
- 나이트사이렌 - 테레자 느보토바

### 로카르노 키즈
- 빨간 풍선 - 알베르 라모리스
- Omar & Pincette - 줄리앙 설저
- Yuku et la fleur d'Himalaya - 아르노 데뮤잉크 외 1명
- 하늘을 나는 방법 - 라디보예 안드리치
- 봄베이의 장미 - 기탄잘리 라오
- 아이 돈 워너 댄스 - 플린 폰 클라이스트
- 드래곤 프린세스 - 장-자크 드니 외 1명
- 블루 애로우 - 엔조 달로
- 숲의 요정 시히야 - 마리아 피쾨

### 파노라마 스위스
- 휴고 인 아르헨티나 - 스테파노 크누첼
- 라이크 언 아일랜드 - 티지안 부치
- 러빙 하이스미스 - 에바 비티자
- 올가 - 엘리 그레이프
- 디 아트 오브 사일런스 - 마우리치우스 스타어클 드러스
- 어 피스 오브 스카이 - 마이클 코치
- 사우나 - 안나 레나 스프링 외 1명
- 알라 카슈우 - 테이크 앤 런 - 마리아 브렌들
- 자연에서 - 마르셀 바렐리
- 액션 - 베누이트 모니
- 온 솔리드 그라운드 - 젤라 하슬러
- 유스 토피아 - 데니스 스토머
- 러브 윌 컴 레이터 - 줄리아 퓨어
- 앤드 투모로우 위 윌 비 데드 - 마이클 슈타이너

### Open Doors
- 어 필름 어바웃 커플스 - 오리올 에스트라다
- 툰드라 - 호세 루이스 아파리시오
- 스카스 오브 아워 마더스 드림스 - 메치다 필립
- 블랙 돌 - 애클리 올튼
- 아웃 오브 매니 - 레베카 윌리엄스
- 블랙 아이 엠 - 로라 버뮤데즈
- 메데이아 - 알렉산드라 라티셰프
- 로자 - 안드레스 로드리게스
- 더 피쉬스 위딘 - 브렌다 베인가스
- 리브스 오브 K. - 글로리아 캐리온
- 소울 오브 더 씨 - 엘비스 카 코조크
- 테초스 로토즈 - 야닐리스 페레즈
- 그룸 - 다니엘라 무노즈 바로소
- 아궤 - 새뮤얼 프란츠 서펜
- 90 미니츠 - 에덴 오코너 아구르시아
- 옵션 제로 - 마르셀 벨트란 페르난데즈
- 아이티 몬 아무르 - 구에티 페린
- 라이트 니어 더 비치 - 지브리 앨런

### Retrospettiva
- 파이널 어콜드 - 더글라스 서크
- 더 코트 콘서트 - 더글라스 서크
- 투 뉴 쇼어즈 - 더글라스 서크
- 필라스 오브 소사이어티 - 더글라스 서크
- 에이프릴, 에이프릴! - 더글라스 서크
- 어콜드 파이널 - 더글라스 서크
- 빛바랜 천사 - 더글라스 서크
- 라 하바네라 - 더글라스 서크
- 드레익랑 - 한스 힌리히
- 어 스캔들 인 파리 - 더글라스 서크
- 바람에 쓴 편지 - 더글라스 서크
- 썸머 스톰 - 더글라스 서크
- 슬라이틀리 프랜치 - 더글라스 서크
- 보에프제 - 더글라스 서크
- 즈웨이 윈드헌데 - 더글라스 서크
- 더 에인제빌데타 크랜케 - 더글라스 서크
- 3 x 에 (드레이말 에) - 더글라스 서크
- 순정에 맺은 사랑 - 더글라스 서크
- 거대한 강박관념 - 더글라스 서크
- 해스 애니바디 신 마이 겔 - 더글라스 서크
- 히틀러스 매드맨 - 더글라스 서크
- 스프리취 주 멀 위에 데르 레건 - 더글라스 서크
- 실버스터넉트 - 에인 다이어로그 - 더글라스 서크
- 버본 스트리트 블루스 - 더글라스 서크
- 사랑할 때와 죽을 때 - 더글라스 서크
- 미스테리 서브마린 - 더글라스 서크
- 더 레이디 페이스 오프 - 더글라스 서크
- 쇼크프루프 - 더글라스 서크
- 더 퍼스트 리전 - 더글라스 서크
- 썬더 온 더 힐 - 더글라스 서크
- 노 룸 포 더 그룸 - 더글라스 서크
- 투 뉴 쇼어즈 - 더글라스 서크
- 슬립 마이 러브 - 더글라스 서크
- 올 아이 디자이어 - 더글라스 서크
- 루어드 - 더글라스 서크
- 밋 미 앳 더 페어 - 더글라스 서크
- Taza, Son of Cochise - 더글라스 서크
- 데어스 올웨이즈 터마로우 - 더글라스 서크
- 더 걸 프롬 더 마쉬 크로프트 - 더글라스 서크
- 테이크 미 투 타운 - 더글라스 서크
- 전송가 - 더글라스 서크
- 인터루드 - 더글라스 서크
- 불안은 영혼을 잠식한다 - 라이너 베르너 파스빈더
- 미라지 데 라 비에: 포트레이트 데 더글라스 서크 - 다니엘 슈미트
- 더글라스 서크의 화장대 - 마크 래파포트
- 더글라스 서크 - 호프 애즈 인 디스페어 - 로만 후벤
- 캡틴 라이트풋 - 더글라스 서크
- 파 프롬 헤븐 - 토드 헤인즈
- 이교도의 기치 - 더글라스 서크

### Fuori Concorso
- 롤라 - 앤드류 레그
- 옵스큐어 나이트 - 와일드 리브스 (더 버닝 원스, 더 옵스티네이트) - 실뱅 조지
- 라 디라이브 데스 콘티넌츠 (어 서드) - 리오넬 바이에르
- 러브 라이츠 - 악카시오 드 알메이다
- 웨어 이즈 디스 스트릿? 오어 위드 노 비포 앤 애프터 - 주앙 페드로 로드리게스 외 1명
- 에리카 종 - 브레이킹 더 월 - Kaspar Kasics
- 프로로고스 - 만타스 크베다라비치우스
- W - 안나 에릭슨
- 캔디 랜드 - 존 스와브
- 에피소드 1 앤 2 - 루도비코 베세가토

### Histoire(s) du cinema
- 흩어진 꽃잎 - D.W. 그리피스
- 시티 오브 고스트 - 맷 딜런
- 녹터널 애니멀스 - 톰 포드
- 템포 다마르시 - 엘리오 루포
- 드럭스토어 카우보이 - 구스 반 산트
- 23 아이덴티티 - M. 나이트 샤말란
- 겟 아웃 - 조던 필
- 폰드 라이프 - 빌 벅허스트
- 절망의 날 - 마뇰 드 올리베이라
- 개의 심장 - 로리 앤더슨
- 더 팬더 우먼 - 르네 카르도나
- 쓰여진 얼굴 - 다니엘 슈미트
- 믹의 지름길 - 켈리 라이카트
- 디에 렛텐 헤임포사멘터 - 이브 예르신
- 우리의 사생활 - 드니 코테
- 어둠 속에서 - 켈리 라이카트
- 쇼크 트루프 - 코스타 가브라스

### Semaine de la critique
- 루스레스 타임스 - 송스 오브 케어 - 수산나 헬케
- 더 비지터스 - 베로니카 리스코바
- 더 디엔에이 오브 디그너티 - 얀 바움가르트너
- 더 헬멧 신드롬 - 엘위라 니비에라 외 1명
- 라스트 스탑 비포 초콜릿 마운틴 - 수잔나 델라 살라
- 플레즐링즈 - 리디아 두다
- 더 리버 이즈 낫 어 보더 - 알라산 디아고